# XR-11
Rotorcraft XR-11/XH-11（公司編號 X-2 Dragonfly）是一款由位於加州格倫代爾的旋翼機公司於1940年代製造的兩座輕型直升機，供美國空軍評估。

## 發展
旋翼機公司於1947年建造了一架並於同年首飛，於1948年重新命名為 XH-11，該項目後來被取消。

### 書籍
- Andrade, John. . Midland Counties Publications. 1979. ISBN 0-904597-22-9.